# Edea (banda)
Edea é um grupo musical finlandês de música étnica. As letras da músicas da banda  Edea são escritos em uma forma mais antiga do finlandês e falar das tradições antigas também. Os misteriosos símbolos rúnicos inscrito na proa de barcos viquingues, umbrais, vasos de beber e amuletos , bem como o compositor finlandês Sibelius  são a fonte da música da banda. Edea competiram no Festival Eurovisão da Canção 1998 com a canção Aava.
Alexi Ahoniemi toca teclado e saxofone. Ele esceveu letras, compôes e fez arranjos para numerosos grupos.
O grupo inclui também Tommy Mansikka-Aho, que toca instrumentos de sopro étnico, e percussionistas Samuli Kosminen e a etíope Abdissa Assefa , que fornecem harmonias subjacente.

## Membros
Os membros da banda são:
| Membros                                                     |
| ----------------------------------------------------------- |
| * Marika Krook                                              |
| * Tommy Mansikka-Ahoblo (guitarra, harpa jaw e jaffa bottle |
| * Samuli Kosminen (percussões)                              |
| * Alexi Ahoniemi (teclados, flauta, saxofone e voz)         |
| * Abdissa Asifa (percussões)                                |

## Discografia
- Edea (1998)
- Aava (1998) single